# Leny Marenbach
Leny Marenbach, auch Leni Marenbach, (* 20. Dezember 1907 in Essen; † 26. Januar 1984 in Berlin) war eine deutsche Schauspielerin.

## Leben

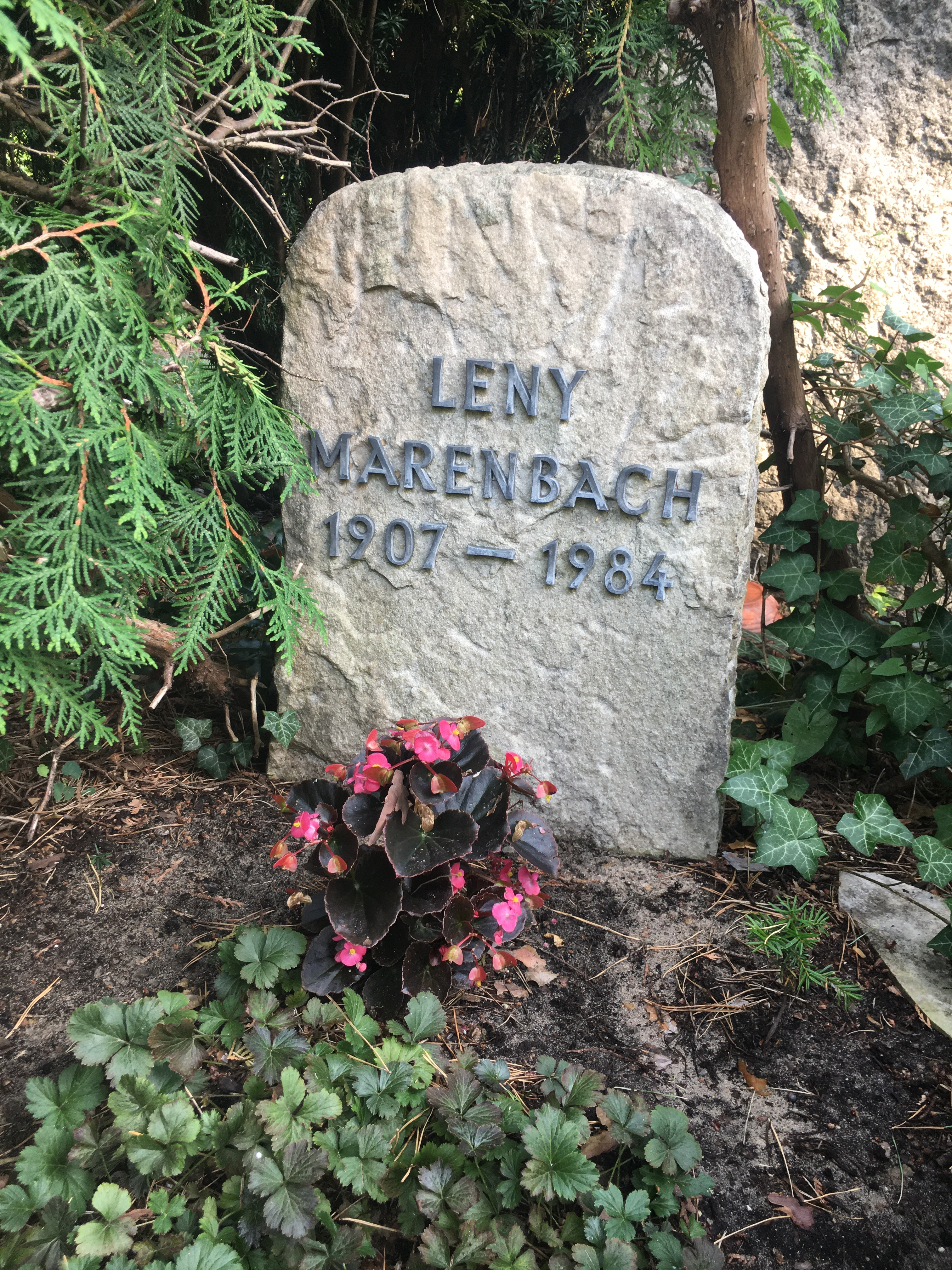
Grabstätte Leny Marenbach

Sie hatte mit 16 Jahren ihr Debüt am Schauspielhaus Essen, an dem sie u. a. das Klärchen in Egmont und die Luise in Kabale und Liebe spielte. Danach war sie drei Jahre am Schauspielhaus Zürich, später in Darmstadt, am Theater in der Josefstadt und an den Münchner Kammerspielen.
Leny Marenbach wurde auch für das Kinopublikum zum Begriff, als sie in drei Filmen an der Seite von Heinz Rühmann spielte. Die Neunundzwanzig- bzw. Dreißigjährige ist in Wenn wir alle Engel wären und Der Mustergatte seine Ehefrau, in Fünf Millionen suchen einen Erben wird sie es. Das Paar hatte auch ein privates Verhältnis. 1940 spielte sie an der Seite von Hans Söhnker in Helmut Käutners Komödie Frau nach Maß. Später übernahm sie Rollen in recht unterschiedlichen Filmen, die sie u. a. als Krankenschwester in Irrtum des Herzens oder als allein erziehende Mutter in Wie sagen wir es unseren Kindern? zeigten.
In ihren Rollen überzeugte sie vor allem durch ihre Natürlichkeit und begeisterte damit besonders in den Filmen der 1930er und 1940er Jahre das Publikum. Sie stand 1944 in der Gottbegnadeten-Liste des Reichsministeriums für Volksaufklärung und Propaganda.
Nach dem Zweiten Weltkrieg schwand ihre Popularität. Marenbach erhielt vereinzelt Filmrollen bei der DEFA und spielte Theater, vor allem in Berlin. Sie war kurzzeitig mit dem Kameramann Walter Pindter verheiratet und hatte zusammen mit ihm einen Sohn.
Sie ruht auf dem Waldfriedhof Dahlem. (Grablage Feld 007-100)

## Filmografie
- 1935: Jana / Jana, das Mädchen aus dem Böhmerwald
- 1936: Wenn wir alle Engel wären
- 1937: Der Etappenhase
- 1937: Alarm in Peking
- 1937: Der Mustergatte
- 1938: Fünf Millionen suchen einen Erben
- 1938: Stärker als die Liebe
- 1938: Ziel in den Wolken
- 1939: Ehe in Dosen
- 1939: Irrtum des Herzens
- 1939: Zentrale Rio
- 1939: Kornblumenblau
- 1940: Frau nach Maß
- 1940: Was will Brigitte?
- 1941: Friedemann Bach
- 1942: Ein Zug fährt ab
- 1943: Die große Nummer
- 1943: Die Wirtin zum Weißen Rößl
- 1943: Wildvogel
- 1944: Das war mein Leben
- 1944/49: Wie sagen wir es unseren Kindern?
- 1948: Hallo – Sie haben Ihre Frau vergessen
- 1952: Geheimakten Solvay
- 1954: Pole Poppenspäler
- 1955: Wer seine Frau lieb hat …
- 1959: Gesucht wird Mörder X (Fernsehfilm, 4 Teile)
- 1960: Am grünen Strand der Spree – 3. Teil: Preußisches Märchen (Fernsehfilm, 5 Teile)
- 1960: Der kühne Schwimmer (Fernsehübertragung aus dem Millowitsch-Theater)